# شهرستان گرنت (ایندیانا)
شهرستان گرنت، ایندیانا (به انگلیسی: Grant County, Indiana) شهرستانی در ایالات متحده آمریکا است که در ایندیانا واقع شده‌است.